# 単純多元環
数学における単純多元環（たんじゅんたげんかん、英: simple algebra）とは、非自明な両側イデアルを持たないような多元環のことで、環を取り扱う様々な理論における基本的な構成要素として現れる。

## 可除環
すべての 0 でない元が逆元を持つような環は斜体または可除環とよばれる。実数体 R 上の有限次元線形環で可除環になっているものは R 自身と複素数体 C および四元数体 H に限られることが知られている。一般に，環 A 上の既約加群 S にたいし、S の自己凖同型（A の作用と可換であるような S 上の「線形」作用素）全体のなす環は単純環になる。

## 有限次元の単純環
可換体 K 上の代数 R で、環として単純環になっている（つまり、R の両側イデアルが 0 と R 自身しかない）とき、R は K 上の線形単純環と呼ばれる。線形単純環 R が K 上有限次元のとき、K をその中心に含むような斜体 D が存在して、R は D 上の行列環（の反対環）と見なせることが知られている。

### ブラウアー群
可換な体 K 上の（有限次元）線形単純環で、その中心が K になっているものは K 上の中心単純環と呼ばれる。K 上の中心単純環同士の K 上のテンソル積は再び K 上の中心単純環になる。中心単純環 R と R 上の n 次行列環 Mn(R) を同一視することによってテンソル積操作は中心単純環の同値類上に群演算を定める（反対環の類をとることでそれぞれの同値類に対する逆元が得られる）。こうして得られる（可換）群 Br(K) は K のブラウアー群と呼ばれる。p-進体のブラウアー群はQ/Z になり、より一般に可換体 K のブラウアー群を絶対ガロア群の群コホモロジー
Br(K) ≡ H2(GK, (Ksep)×) （(Ksep)× は K の分離閉包の可逆元全体のなす乗法群）
としても解釈できる。

## 無限次元の単純環
C*-環の理論とフォン・ノイマン環の理論のそれぞれで、妥当な意味での単純な環がほかの作用素環の基本的な構成要素として研究されている。

### 単純C*-環
C*-環のK群に、元の 環の射影子の類がなす半群などの付加的な構造をあわせて考えた不変量によって（核型）単純 C*-環の同型類が分類されることが期待されている。

### 因子
中心が自明なフォン・ノイマン環は因子と呼ばれる。この条件は、作用素の弱位相で閉じているような両側イデアルが自明なものしかないということと同じになる。様々な数学的対象への群作用から作られるフォン・ノイマン環を考える場合，得られる環が因子であるということは、たいていの場合，考えている作用がエルゴード的であるということを意味している。
可分ヒルベルト空間上のフォン・ノイマン環はその中心が表すコンパクト距離空間上で因子の「積分」をとったものとして表すことができる。これはフォン・ノイマン環の半単純性を表していると見なせ，フォン・ノイマン環に関する様々な考察を因子の場合に帰着することが可能になる。